# 1914年8月21日の日食

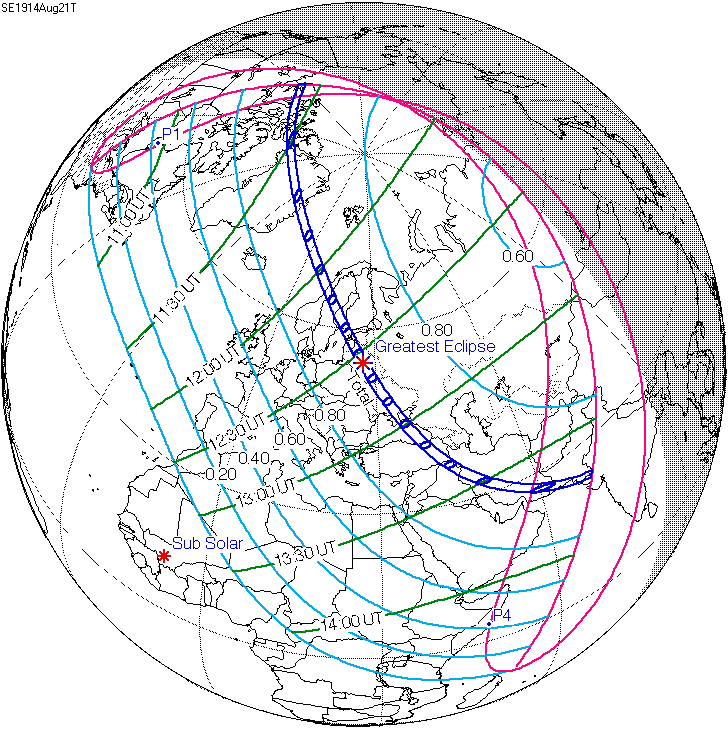

1914年8月21日の日食は、1914年8月21日に観測された日食である。カナダ、グリーンランド、ノルウェー、スウェーデン、ロシア帝国、オスマン帝国、ペルシャ、イギリス領インドで皆既日食が観測され、北アメリカ東北部、ヨーロッパ全部、アジア中西部、アフリカ北東部の約半分で部分日食が観測された。

## 通過した地域
皆既帯が通過した、皆既日食が見えた地域はカナダの北極諸島、デンマーク領グリーンランド、ノルウェー、スウェーデン、ロシア帝国（現在のフィンランド領オーランド諸島の全部、フィンランド南西端、エストニア西部、ラトビア、リトアニア北東部、ベラルーシ、ウクライナ、ロシアのクラスノダール地方西端、主要都市リガ、ミンスク、キエフを含む）、オスマン帝国（現在のトルコ東部、シリア北東端のごく小さい部分、イラク北東部）、ガージャール朝ペルシャ（現在のイラン）、イギリス領インド北西部（現在のパキスタン南部沿岸地方とインドグジャラート州北西部の小さい部分だった。
また、皆既日食が見えなくても、部分日食が見えた地域はカナダ中東部、ニューファンドランド（現在カナダのニューファンドランド・ラブラドール州）、フランス領サンピエール島・ミクロン島、グリーンランド、アメリカ北東部、ヨーロッパ全部、北アフリカのほとんど（南西部を除く）、西アフリカ北東部、中部アフリカ北部、東アフリカ北部の約半分、西アジア、イギリス領インド中西部、モルディブ諸島北部、ネパールのほとんど（東部を除く）、中国西部、ロシア帝国中西部だった。

## 観測
イギリスの王立協会と王立天文学会の合同観測隊は最初にロシア帝国のキエフ（現在のウクライナ首都）で皆既日食を観測する予定だったが、ロシア政府がイエズス会の司祭でる隊員の2人の入国を拒否したため、観測隊は2つに分かれ、もう一隊がスウェーデンのヘルネサンド市に行った。スウェーデン隊は7月28日に船でイギリスのキングストン・アポン・ハルを出発し、7月30日の朝にスウェーデンのヨーテボリに着き、列車に乗り換え、当日の夜に首都ストックホルムに着き、8月2日に再び船に乗り、8月3日にヘルネサンドに到着した。ヘルネサンドに滞在している約3週間、ほぼ毎日朝は晴れで、その後雲が集まり、午後にはまた晴れだった。ただ8月9日と日食当日の8月21日は例外として一日中晴れで、観測は成功だった。日食後、観測隊は一番早い便でヘルネサンドからストックホルムに戻った。それでも8月25日まで待つことになり、8月27日にストックホルムに着いた。8月28日に列車に乗り、ノルウェーのベルゲンに着き、翌日船に乗りイギリスのニューカッスル・アポン・タインに帰国した。第一次世界大戦がすでに勃発したため、船はドイツ帝国が北海に設置した地雷を避けなければならなかった。ケンブリッジ大学天文研究所はロシア帝国クリミア半島のフェオドシヤで皆既日食を観測した。また、第一次世界大戦のため、ドイツの天文学者アーウィン・フロイントリッヒ率いるドイツ観測隊はロシアで拘束された。ウィリアム・ウォレス・キャンベル率いるアメリカ観測隊はキエフの南で雲の影響を受け、観測が成功しなかった。